# پیکتبرگ
پیکتبرگ (به لاتین: Piketberg) یک شهرک در آفریقای جنوبی است که در بارگریور واقع شده‌است. پیکتبرگ ۱۳٫۲۷ کیلومتر مربع مساحت و ۱۲٬۰۷۵ نفر جمعیت دارد.